# Hara Nacuko
Hara Nacuko (原 菜摘子; Hepburn: Hara Natsuko) (Tokió, 1989. március 1. –) japán válogatott labdarúgó.

## Klub
A labdarúgást a Nippon TV Beleza csapatában kezdte. 2006 és 2015 között a Nippon TV Beleza csapatában játszott. 149 bajnoki mérkőzésen lépett pályára és 5 gólt szerzett. 2015-ben vonult vissza.

## Nemzeti válogatott
A japán U20-as válogatott tagjaként részt vett a 2008-as U20-as világbajnokságon.
2010-ben debütált a japán válogatottban. A japán válogatottban 2 mérkőzést játszott.

## Statisztika
| Japán válogatott | Japán válogatott | Japán válogatott |
| Időszak          | Mérk.            | gól              |
| ---------------- | ---------------- | ---------------- |
| 2010             | 2                | 0                |
| Összesen         | 2                | 0                |

## Sikerei, díjai
Klub
- Japán bajnokság: 2006, 2007, 2008, 2010, 2015

Egyéni
- Az év Japán csapatában: 2015